# Olympische Sommerspiele 1984/Leichtathletik – 100 m (Männer)

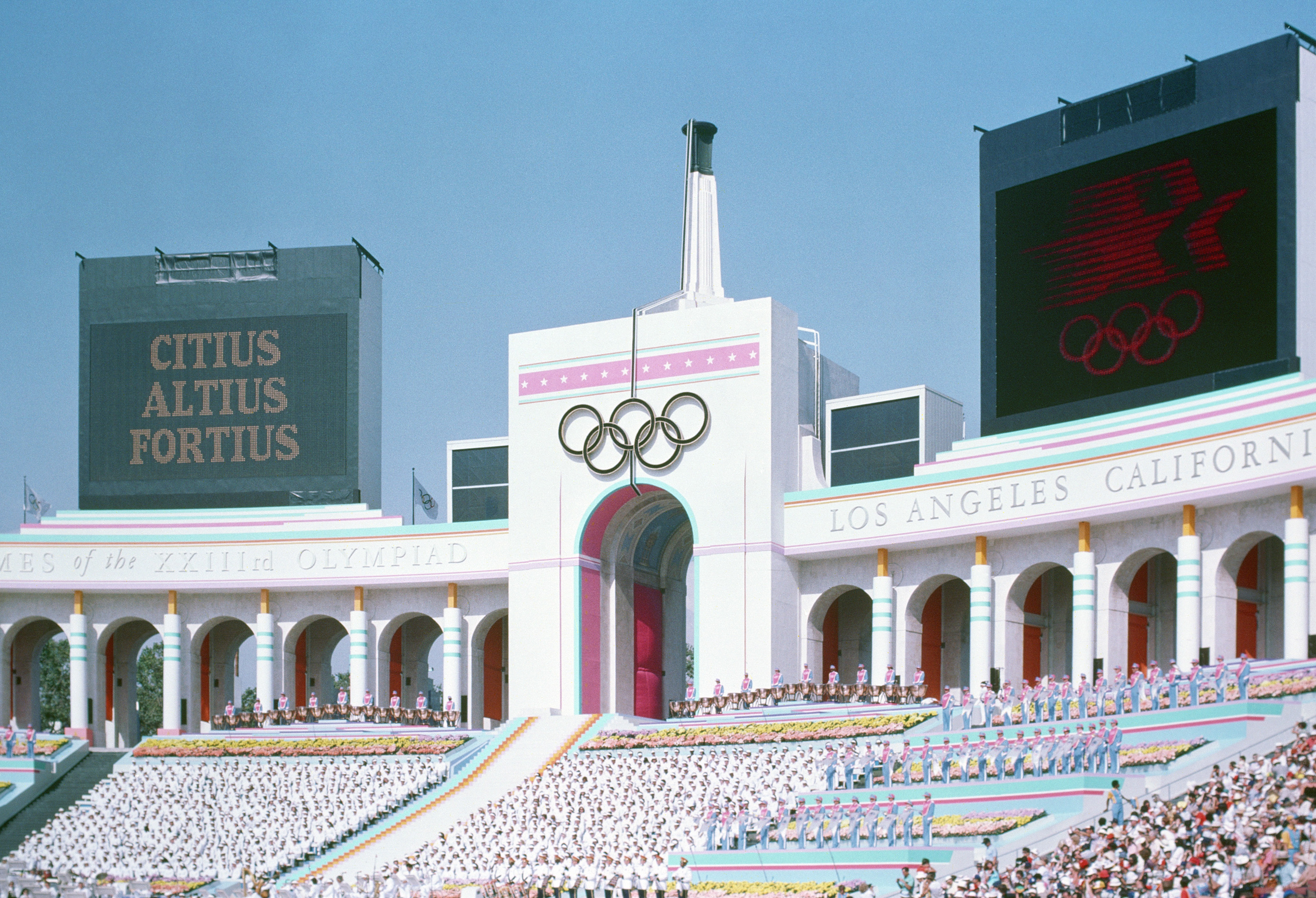
Blick auf des Eingangstor des Los Angeles Memorial Coliseum

Der 100-Meter-Lauf der Männer bei den Olympischen Spielen 1984 in Los Angeles wurde am 3. und 4. August 1984 im Los Angeles Memorial Coliseum ausgetragen. 82 Athleten nahmen teil.
Olympiasieger wurde der US-Amerikaner Carl Lewis. Er gewann vor seinem Landsmann Sam Graddy und dem Kanadier Ben Johnson.
Die Bundesrepublik Deutschland wurde durch Jürgen Evers, Christian Haas und Ralf Lübke vertreten. Lübke schied in der Vorrunde aus, Evers im Viertelfinale, Haas im Halbfinale.

Der Liechtensteiner Markus Büchel scheiterte in der Vorrunde.

Läufer aus der Schweiz und Österreich nahmen nicht teil. Athleten aus der DDR waren wegen des Olympiaboykotts ebenfalls nicht dabei.

## Aktuelle Titelträger
| Olympiasieger 1980                      | Allan Wells ( Großbritannien)         | 10,25 s | Moskau 1980   |
| Weltmeister 1983                        | Carl Lewis ( USA)                     | 10,07 s | Helsinki 1983 |
| Europameister 1982                      | Frank Emmelmann ( DDR)                | 10,21 s | Athen 1982    |
| Panamerikanischer Meister 1983          | Leandro Peñalver ( Kuba)              | 10,06 s | Caracas 1983  |
| Zentralamerika und Karibik-Meister 1983 | Juan Núñez ( Dominikanische Republik) | 10,16 s | Havanna 1983  |
| Südamerika-Meister 1983                 | Nelson dos Santos ( Brasilien)        | 10,3 s  | Santa Fe 1983 |
| Asienmeister 1983                       | Suchart Jaesuraparp ( Thailand)       | 10,47 s | Kuwait 1983   |
| Afrikameister 1982                      | Ernest Obeng ( Ghana)                 | 10,2 s  | Kairo 1982    |

## Bestehende Rekorde
| Weltrekord         | 9,93 s | Calvin Smith ( USA) | Colorado Springs, USA          | 3. Juli 1983     |
| Olympischer Rekord | 9,95 s | Jim Hines ( USA)    | Finale OS Mexiko-Stadt, Mexiko | 14. Oktober 1968 |

Der bestehende olympische Rekord wurde bei diesen Spielen nicht erreicht. Im schnellsten Rennen, dem Finale, verfehlte Olympiasieger Carl Lewis diesen Rekord bei einem Rückenwind von 0,2 m/s um vier Hundertstelsekunden. Zum Weltrekord fehlten ihm sechs Hundertstelsekunden.

## Vorrunde
Datum: 3. August 1984
Die 82 Teilnehmer wurden in elf Läufe gelost. Für das Viertelfinale qualifizierten sich pro Lauf die ersten drei Athleten. Darüber hinaus kamen die sieben Zeitschnellsten, die sogenannten Lucky Loser, weiter. Die direkt qualifizierten Athleten sind hellblau, die Lucky Loser hellgrün unterlegt.
Neun Länder schickten erstmals Leichtathleten zu Olympischen Spielen: Für die Vereinigten Arabischen Emirate trat Mohammad Abdullah in Lauf zwei an, für den Oman Abdullah Al-Akbary in Lauf drei, für Mauritius Daniel André ebenfalls in Lauf drei, für Äquatorialguinea Gustavo Envela in Lauf acht, für Gambia Omar Fye in Lauf acht und Bakary Jarju in Lauf elf, für Bangladesch Saidur Rahman Dawn in Lauf acht, für die Salomonen Johnson Kere in Lauf neun, für Katar Faraj Saad Marzouk in Lauf zehn und für die Britischen Jungferninseln Guy Hill in Lauf elf.
Mit sechzehn Jahren war Gustavo Envela zudem der jüngste Teilnehmer. Der älteste Starter war mit 35 Jahren Bakary Jarju.
Der Jamaikaner Raymond Stewart erzielte mit 10,24 s in Lauf 6 die schnellste Vorlaufzeit. Der langsamste direkt qualifizierte Athlet war der Ivorer Kouadio Otokpa in Lauf 10 mit 10,72 s. Der schnellste Athlet, der sich nicht qualifizieren konnte, war der Jamaikaner Gus Young, der im vierten Lauf mit 10,64 s ausschied.

### Vorlauf 1
Wind: −0,4 m/s, Temperatur: 23 °C
| Platz | Name                 | Nation              | Zeit    |
| ----- | -------------------- | ------------------- | ------- |
| 1     | Carl Lewis           | USA                 | 10,32 s |
| 2     | Tony Sharpe          | Kanada              | 10,38 s |
| 3     | Mike McFarlane       | Großbritannien      | 10,47 s |
| 4     | Hasely Crawford      | Trinidad und Tobago | 10,48 s |
| 5     | Peter Van Miltenburg | Australien          | 10,55 s |
| 6     | Vicente Daniel       | Mosambik            | 10,81 s |
| 7     | Henry Ngolwe         | Sambia              | 10,94 s |
| 8     | Paul Réneau          | Belize              | 10,96 s |

### Vorlauf 2
Wind: +1,8 m/s, Temperatur: 24 °C
| Platz | Name               | Nation                       | Zeit    |
| ----- | ------------------ | ---------------------------- | ------- |
| 1     | Allan Wells        | Großbritannien               | 10,32 s |
| 2     | Mohamed Purnomo    | Indonesien                   | 10,40 s |
| 3     | José Javier Arqués | Spanien                      | 10,42 s |
| 4     | Marc Gasparoni     | Frankreich                   | 10,47 s |
| 5     | Emilio Samayoa     | Guatemala                    | 10,84 s |
| 6     | Bernabé Messomo    | Kamerun                      | 10,98 s |
| 7     | Charles Mbazira    | Uganda                       | 11,03 s |
| 8     | Mohammad Abdullah  | Vereinigte Arabische Emirate | 11,11 s |

### Vorlauf 3

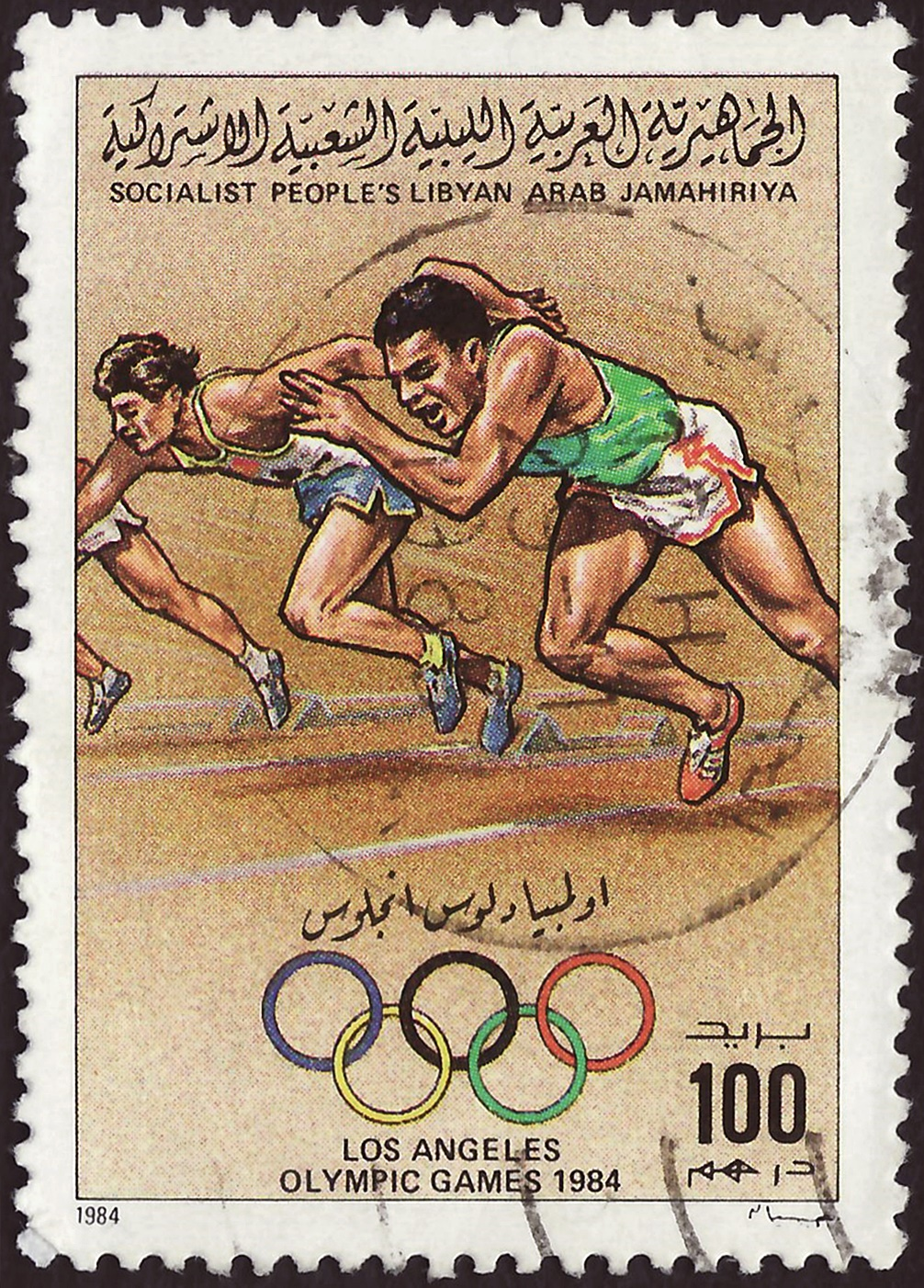
Sprint der Männer, dargestellt auf einer Briefmarke

Wind: +1,8 m/s, Temperatur: 24 °C
| Platz | Name               | Nation              | Zeit    |
| ----- | ------------------ | ------------------- | ------- |
| 1     | Desai Williams     | Kanada              | 10,35 s |
| 2     | Chidi Imoh         | Nigeria             | 10,39 s |
| 3     | Charles-Louis Seck | Senegal             | 10,45 s |
| 4     | Christian Nenepath | Indonesien          | 10,66 s |
| 4     | Henri Ndinga       | Volksrepublik Kongo | 10,66 s |
| 6     | Abdullah Al-Akbary | Oman                | 10,86 s |
| 7     | Inoke Bainimoli    | Fidschi             | 11,15 s |
| 8     | Daniel André       | Mauritius           | 11,19 s |

### Vorlauf 4
Wind: −0,8 m/s, Temperatur: 25 °C
| Platz | Name                   | Nation                       | Zeit    |
| ----- | ---------------------- | ---------------------------- | ------- |
| 1     | Sumet Promna           | Thailand                     | 10,52 s |
| 2     | Paul Narracott         | Australien                   | 10,55 s |
| 3     | Neville Hodge          | Amerikanische Jungferninseln | 10,58 s |
| 4     | Audrick Lightbourne    | Bahamas                      | 10,64 s |
| 5     | Gus Young              | Jamaika                      | 10,64 s |
| 6     | William Trott          | Bermuda                      | 10,76 s |
| 7     | Kgosiemang Khumoyarano | Botswana                     | 11,49 s |

### Vorlauf 5
Wind: +1,4 m/s, Temperatur: 25 °C
| Platz | Name                    | Nation         | Zeit    |
| ----- | ----------------------- | -------------- | ------- |
| 1     | Sam Graddy              | USA            | 10,29 s |
| 2     | Donovan Reid            | Großbritannien | 10,41 s |
| 3     | Jürgen Evers            | BR Deutschland | 10,54 s |
| 4     | Hiroki Fuwa             | Japan          | 10,56 s |
| 5     | Philip Attipoe          | Ghana          | 10,60 s |
| 6     | Jean-Yves Mallat        | Libanon        | 10,83 s |
| 7     | Markus Büchel           | Liechtenstein  | 10,98 s |
| 8     | Clifford Sibusiso Mamba | Swasiland      | 10,98 s |

### Vorlauf 6
Wind: +1,9 m/s, Temperatur: 25 °C
| Platz | Name                  | Nation     | Zeit    |
| ----- | --------------------- | ---------- | ------- |
| 1     | Raymond Stewart       | Jamaika    | 10,24 s |
| 2     | Antoine Richard       | Frankreich | 10,35 s |
| 3     | Antonio Ullo          | Italien    | 10,36 s |
| 4     | Paulo Roberto Correia | Brasilien  | 10,45 s |
| 5     | Anthony Jones         | Barbados   | 10,69 s |
| 6     | Oliver Daniels        | Liberia    | 10,76 s |
| 7     | Mohammad Mansha       | Pakistan   | 10,87 s |

### Vorlauf 7
Wind: +0,8 m/s, Temperatur: 25 °C
| Platz | Name             | Nation                       | Zeit    |
| ----- | ---------------- | ---------------------------- | ------- |
| 1     | Ben Johnson      | Kanada                       | 10,35 s |
| 2     | Yu Zhuanghui     | Volksrepublik China          | 10,53 s |
| 3     | Bruno Marie-Rose | Frankreich                   | 10,59 s |
| 4     | Earl Haley       | Guyana                       | 10,74 s |
| 5     | Julien Thode     | Niederländische Antillen     | 10,92 s |
| 6     | Ronald Russell   | Amerikanische Jungferninseln | 11,02 s |
| 7     | Denis Rose       | Seychellen                   | 11,04 s |

### Vorlauf 8
Wind: −0,8 m/s, Temperatur: 25 °C
| Platz | Name               | Nation              | Zeit    |
| ----- | ------------------ | ------------------- | ------- |
| 1     | Ronald Desruelles  | Belgien             | 10,46 s |
| 2     | Stefano Tilli      | Italien             | 10,48 s |
| 3     | Fred Martin        | Australien          | 10,64 s |
| 4     | Luís Barroso       | Portugal            | 10,76 s |
| 5     | Gustavo Envela     | Äquatorialguinea    | 10,79 s |
| 6     | Omar Fye           | Gambia              | 10,87 s |
| 7     | Anthony Henry      | Antigua und Barbuda | 10,99 s |
| 8     | Saidur Rahman Dawn | Bangladesch         | 11,25 s |

### Vorlauf 9
Wind: −1,7 m/s, Temperatur: 28 °C
| Platz | Name              | Nation         | Zeit    |
| ----- | ----------------- | -------------- | ------- |
| 1     | Ron Brown         | USA            | 10,58 s |
| 2     | Luis Morales      | Puerto Rico    | 10,60 s |
| 3     | Nelson dos Santos | Brasilien      | 10,70 s |
| 4     | Ralf Lübke        | BR Deutschland | 10,70 s |
| 5     | Collins Mensah    | Ghana          | 10,92 s |
| 6     | Ivan Benjamin     | Sierra Leone   | 11,13 s |
| 7     | Johnson Kere      | Salomonen      | 11,57 s |

### Vorlauf 10
Wind: −1,4 m/s, Temperatur: 28 °C
| Platz | Name                 | Nation         | Zeit    |
| ----- | -------------------- | -------------- | ------- |
| 1     | Norman Edwards       | Jamaika        | 10,57 s |
| 2     | Dudley Parker        | Bahamas        | 10,65 s |
| 3     | Kouadio Otokpa       | Elfenbeinküste | 10,72 s |
| 4     | Pierfrancesco Pavoni | Italien        | 10,72 s |
| 5     | Faraj Saad Marzouk   | Katar          | 10,78 s |
| 6     | Odiya Silweya        | Malawi         | 11,22 s |
| 7     | Glen Abrahams        | Costa Rica     | 11,57 s |

### Vorlauf 11
Wind: +1,4 m/s, Temperatur: 28 °C
| Platz | Name             | Nation                   | Zeit    |
| ----- | ---------------- | ------------------------ | ------- |
| 1     | Christian Haas   | BR Deutschland           | 10,41 s |
| 2     | Alfonso Pitters  | Panama                   | 10,50 s |
| 3     | Katsuhiko Nakaya | Brasilien                | 10,55 s |
| 4     | Bakary Jarju     | Gambia                   | 10,68 s |
| 5     | Sim Deok-seop    | Südkorea                 | 10,72 s |
| 6     | Guy Hill         | Britische Jungferninseln | 11,11 s |
| 7     | Aldo Salandra    | El Salvador              | 11,31 s |

## Viertelfinale
Datum: 3. August 1984
In den fünf Läufen qualifizierten sich die jeweils ersten drei Athleten für das Halbfinale. Auch der zeitschnellste Viertplatzierte (Lucky Loser) kam weiter. Die direkt qualifizierten Athleten sind hellblau, der Lucky Loser hellgrün unterlegt.
Mit 10,04 s lief Carl Lewis in Lauf fünf die schnellste Viertelfinalzeit. Marc Gasparoni konnte sich im dritten Lauf mit 10,56 s direkt qualifizieren. Es war die langsamste Zeit eines Qualifikanten. Dagegen reichten die 10,52 s, die von José Javier Arqués und Peter Van Miltenburg im fünften Lauf erzielten, nicht für das Weiterkommen.

### Lauf 1
Wind: −0,7 m/s, Temperatur: 28 °C
| Platz | Name             | Nation              | Zeit    |
| ----- | ---------------- | ------------------- | ------- |
| 1     | Ben Johnson      | Kanada              | 10,41 s |
| 2     | Donovan Reid     | Großbritannien      | 10,47 s |
| 3     | Christian Haas   | BR Deutschland      | 10,51 s |
| 4     | Hasely Crawford  | Trinidad und Tobago | 10,56 s |
| 5     | Antonio Ullo     | Italien             | 10,57 s |
| 6     | Bruno Marie-Rose | Frankreich          | 10,60 s |
| 7     | Paul Narracott   | Australien          | 10,60 s |
| 8     | Alfonso Pitters  | Panama              | 10,63 s |

### Lauf 2
Wind: −0,1 m/s, Temperatur: 26 °C
| Platz | Name               | Nation                       | Zeit    |
| ----- | ------------------ | ---------------------------- | ------- |
| 1     | Sam Graddy         | USA                          | 10,15 s |
| 2     | Tony Sharpe        | Kanada                       | 10,33 s |
| 3     | Norman Edwards     | Jamaika                      | 10,44 s |
| 4     | Nelson dos Santos  | Brasilien                    | 10,53 s |
| 5     | Charles-Louis Seck | Senegal                      | 10,54 s |
| 6     | Yu Zhuanghui       | Volksrepublik China          | 10,59 s |
| 7     | Neville Hodge      | Amerikanische Jungferninseln | 10,59 s |
| DNS   | Ronald Desruelles  | Belgien                      |         |

### Lauf 3
Wind: −1,4 m/s, Temperatur: 27 °C
| Platz | Name             | Nation         | Zeit    |
| ----- | ---------------- | -------------- | ------- |
| 1     | Stefano Tilli    | Italien        | 10,39 s |
| 2     | Ron Brown        | USA            | 10,40 s |
| 3     | Marc Gasparoni   | Frankreich     | 10,56 s |
| 4     | Sumet Promna     | Thailand       | 10,61 s |
| 5     | Katsuhiko Nakaya | Brasilien      | 10,69 s |
| 6     | Hiroki Fuwa      | Japan          | 10,75 s |
| 7     | Philip Attipoe   | Ghana          | 10,78 s |
| 8     | Kouadio Otokpa   | Elfenbeinküste | 10,80 s |

### Lauf 4

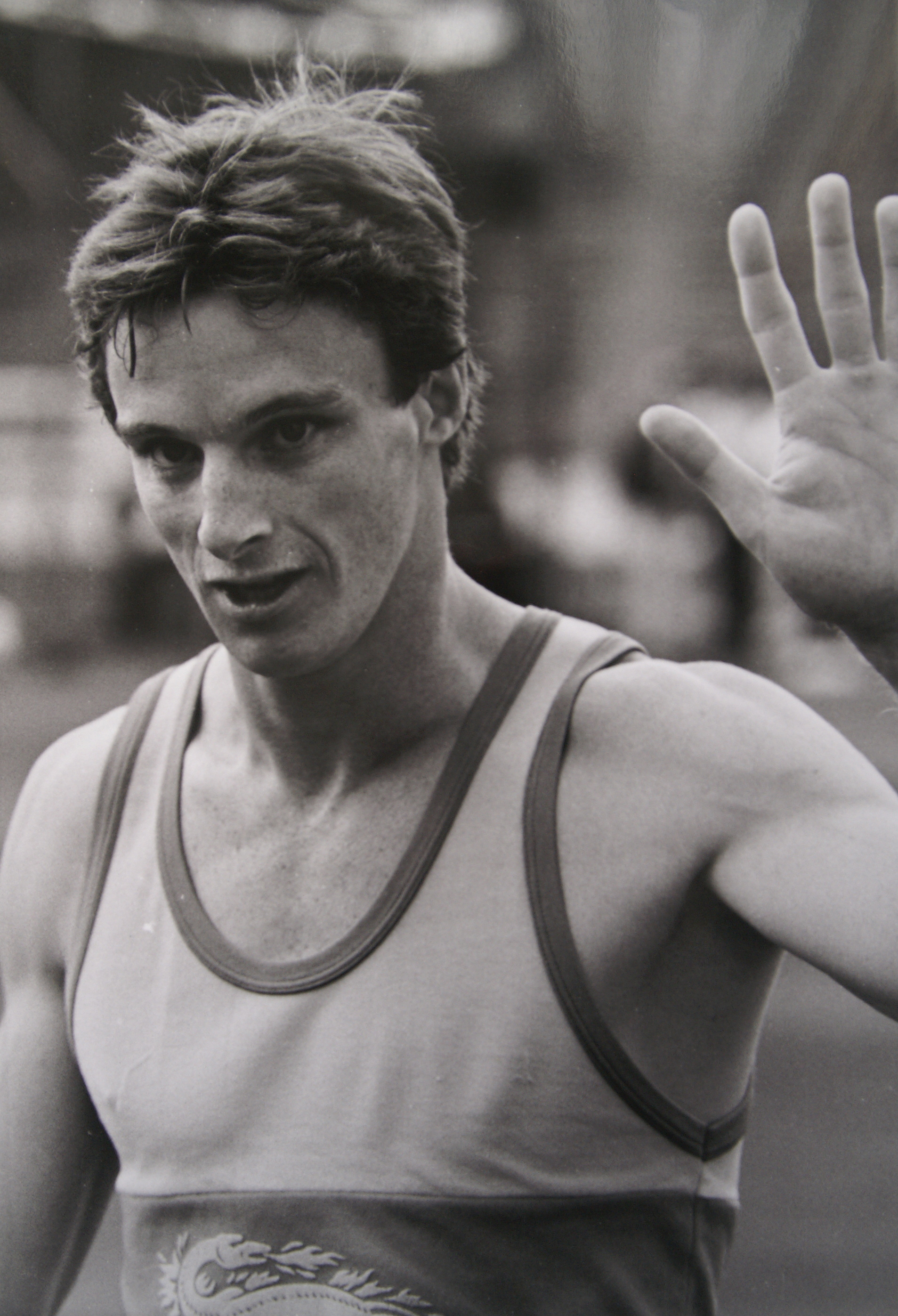
Antoine Richard – ausgeschieden als Sechster des vierten Viertelfinals

Wind: +0,8 m/s, Temperatur: 27 °C
| Platz | Name                  | Nation         | Zeit    |
| ----- | --------------------- | -------------- | ------- |
| 1     | Raymond Stewart       | Jamaika        | 10,30 s |
| 2     | Allan Wells           | Großbritannien | 10,33 s |
| 3     | Mohamed Purnomo       | Indonesien     | 10,43 s |
| 4     | José Javier Arqués    | Spanien        | 10,52 s |
| 4     | Peter Van Miltenburg  | Australien     | 10,52 s |
| 6     | Antoine Richard       | Frankreich     | 10,53 s |
| 7     | Paulo Roberto Correia | Brasilien      | 10,54 s |
| 8     | Audrick Lightbourne   | Bahamas        | 10,59 s |

### Lauf 5
Wind: +0,8 m/s, Temperatur: 27 °C
| Platz | Name           | Nation         | Zeit    |
| ----- | -------------- | -------------- | ------- |
| 1     | Carl Lewis     | USA            | 10,04 s |
| 2     | Desai Williams | Kanada         | 10,27 s |
| 3     | Luis Morales   | Puerto Rico    | 10,35 s |
| 4     | Mike McFarlane | Großbritannien | 10,36 s |
| 5     | Chidi Imoh     | Nigeria        | 10,42 s |
| 6     | Dudley Parker  | Bahamas        | 10,58 s |
| 7     | Fred Martin    | Australien     | 10,61 s |
| 8     | Jürgen Evers   | BR Deutschland | 10,69 s |

## Halbfinale
Datum: 4. August 1984
In den beiden Halbfinalläufen qualifizierten sich jeweils die ersten Vier (hellblau unterlegt) für das Finale.
Wieder lief Carl Lewis die schnellste Zeit, diesmal 10,14 s im zweiten Lauf. Im gleichen Lauf schied der britische Olympiasieger von 1980 Allan Wells aus.

### Lauf 1
Wind: +0,7 m/s, Temperatur: 25 °C
| Platz | Name            | Nation         | Zeit    |
| ----- | --------------- | -------------- | ------- |
| 1     | Raymond Stewart | Jamaika        | 10,26 s |
| 2     | Sam Graddy      | USA            | 10,27 s |
| 3     | Donovan Reid    | Großbritannien | 10,32 s |
| 4     | Ron Brown       | USA            | 10,34 s |
| 5     | Desai Williams  | Kanada         | 10,34 s |
| 6     | Christian Haas  | BR Deutschland | 10,41 s |
| 7     | Marc Gasparoni  | Frankreich     | 10,49 s |
| 8     | Mohamed Purnomo | Indonesien     | 10,51 s |

### Lauf 2

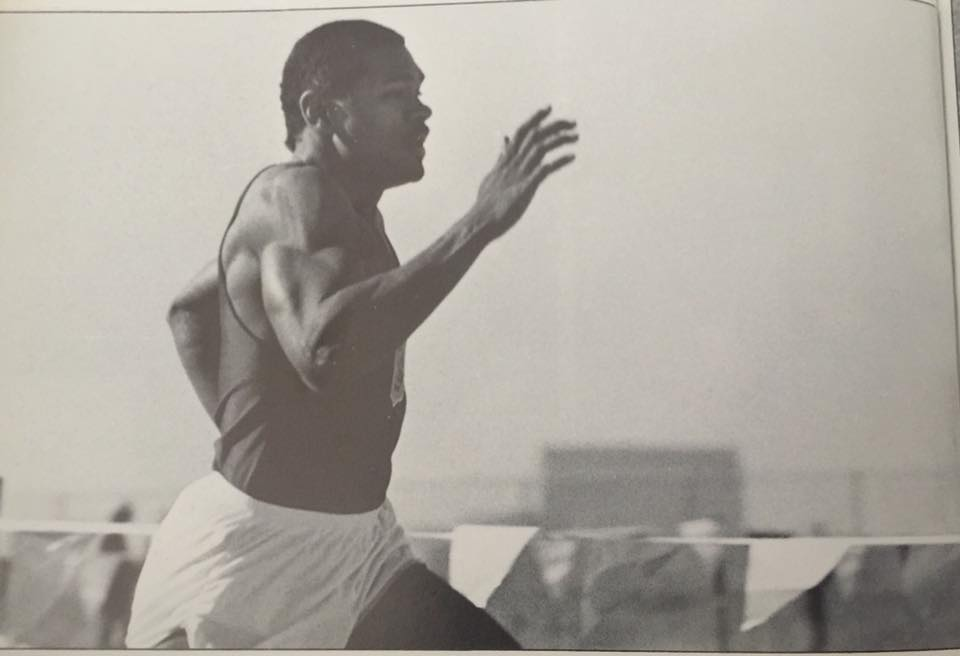
Luis Morales – ausgeschieden als Fünfter des zweiten Halbfinals

Wind: −1,5 m/s, Temperatur: 25 °C
| Platz | Name           | Nation         | Zeit    |
| ----- | -------------- | -------------- | ------- |
| 1     | Carl Lewis     | USA            | 10,14 s |
| 2     | Ben Johnson    | Kanada         | 10,42 s |
| 3     | Mike McFarlane | Großbritannien | 10,45 s |
| 4     | Tony Sharpe    | Kanada         | 10,52 s |
| 5     | Luis Morales   | Puerto Rico    | 10,54 s |
| 6     | Stefano Tilli  | Italien        | 10,55 s |
| 7     | Norman Edwards | Jamaika        | 10,63 s |
| 8     | Allan Wells    | Großbritannien | 10,71 s |

## Finale

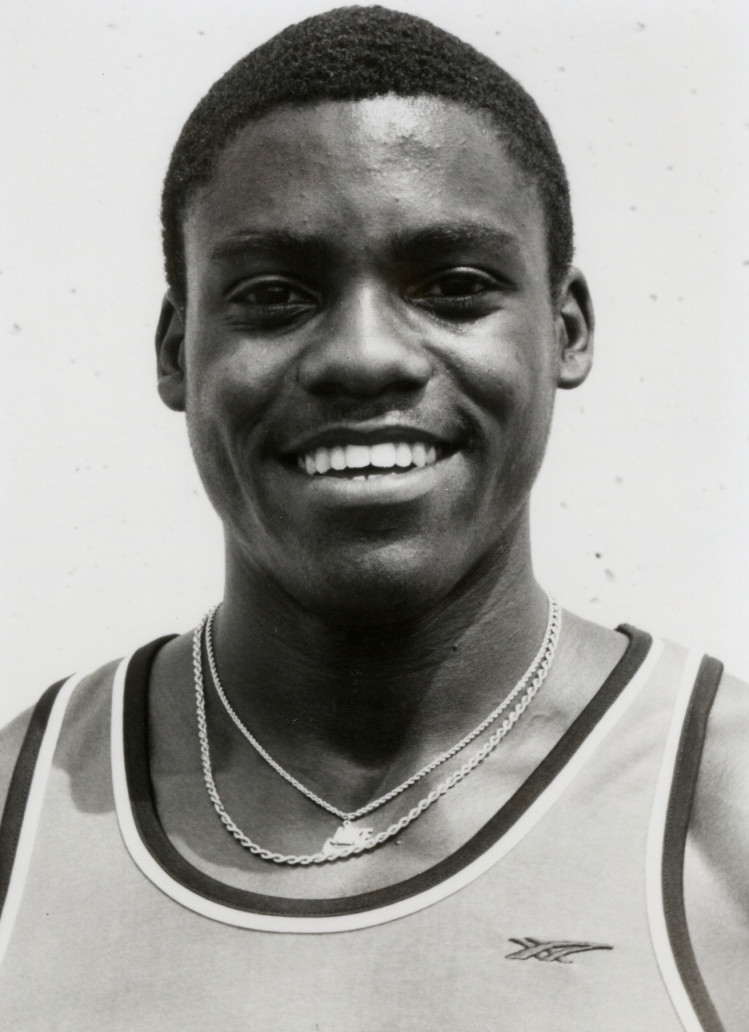
Carl Lewis errang seine erste von vier Goldmedaillen
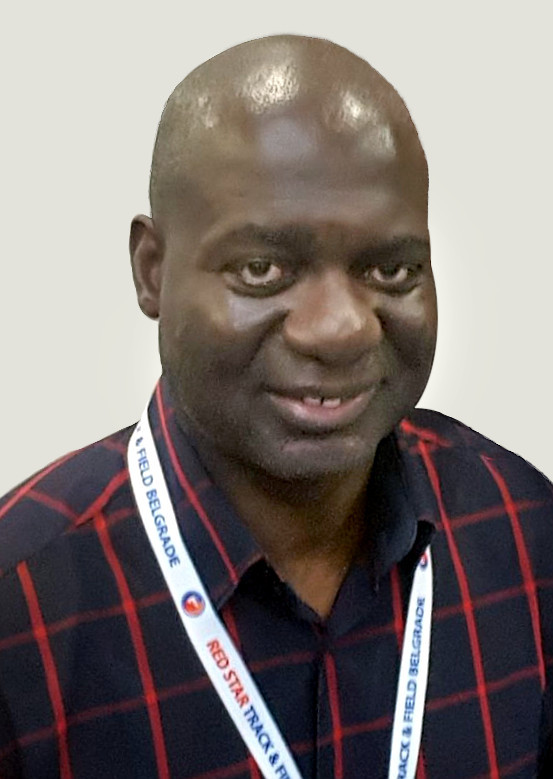
Ben Johnson (Foto: 2017), bei den Spielen 1988 als Dopingsünder entlarvt[5], gewann die Bronzemedaille

Datum: 4. August 1984
Wind: +0,2 m/s, Temperatur: 23 °C
| Platz | Name            | Nation         | Zeit    |
| ----- | --------------- | -------------- | ------- |
| 1     | Carl Lewis      | USA            | 09,99 s |
| 2     | Sam Graddy      | USA            | 10,19 s |
| 3     | Ben Johnson     | Kanada         | 10,22 s |
| 4     | Ron Brown       | USA            | 10,26 s |
| 5     | Mike McFarlane  | Großbritannien | 10,27 s |
| 6     | Raymond Stewart | Jamaika        | 10,29 s |
| 7     | Donovan Reid    | Großbritannien | 10,33 s |
| 8     | Tony Sharpe     | Kanada         | 10,35 s |

Das Fehlen der Sportler aus den Boykottstaaten machte sich in dieser Disziplin wenig bemerkbar. Alle Topfavoriten waren dabei, Veränderungen hätte es unter Umständen. auf den Rängen hinter den Medaillenplätzen gegeben.
Für das Finale hatten sich drei US-Amerikaner, zwei Briten, zwei Kanadier und ein Jamaikaner qualifiziert. Mit Carl Lewis stellten die USA den Favoriten. Lewis hatte sich vorgenommen, in Los Angeles vier Goldmedaillen – 100 m, 200 m, Weitsprung und 4 × 100-m-Staffel – zu gewinnen und es damit seinem Vorbild Jesse Owens nachzumachen, der dies bei den Olympischen Spielen 1936 in Berlin geschafft hatte.
Den schnellsten Start im Finale erwischte jedoch Sam Graddy, der bis zur 50-Meter-Marke in Führung lag. Erst auf der zweiten Streckenhälfte konnte Lewis seinen Mannschaftskameraden überholen, der den Angriff des Kanadiers Ben Johnson noch abwehren konnte. Lewis gewann mit zwei Zehntelsekunden Vorsprung, dem größten Vorsprung in einem olympischen Finale seit 1908. Die Silbermedaille ging an Graddy. Johnson gewann Bronze vor dem dritten US-Läufer Ron Brown und verhinderte damit einen dreifachen Erfolg für die Gastgeber.
Carl Lewis lief zum dreizehnten Olympiasieg der USA in dieser Disziplin. Gleichzeitig war es der neunte Doppelsieg von US-Athleten in dieser Disziplin.

## Videolinks
- Men's 100m Final at LA Olympics 1984, youtube.com, abgerufen am 6. Januar 2018
- Carl Lewis - Men's 100m - 1984 Olympics, youtube.com, abgerufen am 7. November 2021